# Acacia durangensis
Acacia durangensis é uma espécie de leguminosa do gênero Acacia, pertencente à família Fabaceae.